# Horváth Dániel (labdarúgó)
Horváth Dániel (Győr, 1996. január 25. –) magyar korosztályos válogatott labdarúgó, aki jelenleg a Kozármisleny játékosa.

## Válogatott
A magyar U20-as labdarúgó-válogatott tagjaként részt vett a 2015-ös U20-as labdarúgó-világbajnokságon.